# Jack le ramoneur
Jack le ramoneur és una pel·lícula muda francesa de 1906 dirigida per Georges Méliès.

## Argument
Jack, un nen segrestat que treballa com a escuraxemeneies, és tractat amb duresa i sovint colpejat pel seu brutal patró. S'adorm després d'un llarg dia, somia amb la seva mare perduda i els contes de fades que va escoltar. Els records es transformen en un viatge pel País dels Somnis, liderat per la Fada dels Somnis, que converteix Jack en un rei enmig de les celebracions d'una cort reial. El somni s'acaba bruscament quan Jack és despertat pel seu empresari per a la feina del dia.
Jack està ocupat a la feina quan, darrere d'uns maons dins d'una xemeneia, es troba amb una caixa plena d'or i diners, amagada allí fa molts anys. L'empresari intenta prendre possessió del tresor, però Jack fuig. Es produeix una persecució pel barri, amb gent del poble i criats que s'hi uneixen. Jack escapa i s'amaga just abans que el seu patró caigui a un pou. En trobar-lo cobert de fang, els espectadors el submergeixen en una bóta d'aigua.
Per sort, Jack aconsegueix trobar-se amb la seva família i és benvingut de nou. Envoltat de riqueses, perdona al seu antic patró.

## Producció
A partir de 1905, les pel·lícules dels estudis Pathé Frères van guanyar una gran popularitat als cinemes de fira i altres escenaris. Méliès va intentar respondre a aquesta popularitat imitant el seu estil. Així, Jack le ramoneur és un bricolatge, que combina el sentit de la fantasia de Méliès amb el to dramàtic i realista de les pel·lícules populars de Pathé, possiblement pensant en un públic jove La persecució al final de la pel·lícula també suggereix els intents de Méliès d'estar al dia amb els temps, ja que les pel·lícules de persecució s'havien convertit en un tendència popular.
Méliès apareix a la pel·lícula com un dels dos homes que s'uneixen a l'escena de la persecució; Emile Gajean és l'altre. El ballet de la pel·lícula està interpretat pel corps de ballet del Théâtre du Châtelet, i va ser coreografiada per Madame Stitchel, la seva directora. Stitchel també va coreografiar balls per a altres pel·lícules de Méliès, com ara Vingt Mille Lieues sous les mers. The Ping-Pongs, un Companyia anglesa de ballarines, va interpretar les Tropes del País dels Somnis. Inusualment per a Méliès, les escenes de persecució es van rodar a l'aire lliure: cadascuna d'aquestes escenes exteriors es va representar en una part diferent de la propietat de Méliès a Montreuil (Sena Saint-Denis). Els efectes especials de la pel·lícula es van crear amb maquinària escènica, escamoteigs, superposicions i fosa.

## Llançament
La pel·lícula va ser estrenada per la Star Film Company de Méliès i està numerada del 791 al 806 als seus catàlegs. Als catàlegs francesos és anunciada com un conte bleu fantastique en 25 tableaux; La redacció del catàleg en anglès de la pel·lícula també va destacar la seva escena còmica de persecució, dient que The Chimney Sweep incloïa "Comèdia—Misteri—Aventures sensacionals—Pathos—Acrobàcies—Efectes espectaculars i UN GRAN GRAN PERSECUCIÓ." La pel·lícula es va registrar per als drets d'autor a la Biblioteca del Congrés dels Estats Units el 17 de febrer de 1906, i les seves projeccions es van anunciar per primera vegada a la Phono-Ciné-Gazette de l'1 de març del mateix any. Es va oferir als expositors tant en blanc i negre com (per un preu més elevat) amb color a mà.
Perviu un fragment de la pel·lícula; la resta es suposa perduda.